# Christophe Rousset

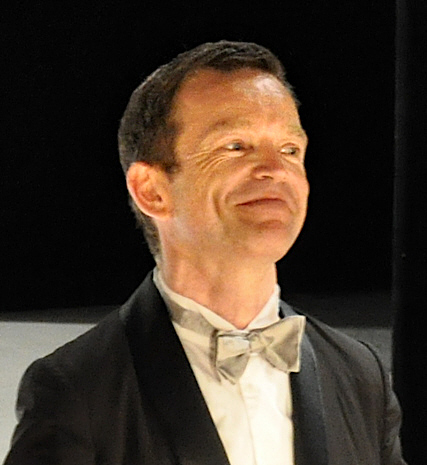
Rousset in 2012

Christophe Rousset (Aix-en-Provence, 12 april 1961) is een Frans klavecinist en dirigent. 

## Levensloop
Rousset vatte heel jong een passie op voor barokmuziek. Hij studeerde klavecimbel in Parijs bij Huguette Dreyfus, en vervolgens in Den Haag bij Bob van Asperen. In 1983 behaalde hij de prestigieuze Eerste prijs in het internationaal klavecimbelconcours in het kader van het Festival Oude Muziek in Brugge.
Hij begon toen zijn loopbaan als professioneel vertolker en dirigent. Hij begon eerst bij het ensemble Les Arts Florissants en bij Il Seminario Musicale, om in 1991 zijn eigen ensemble te stichten, Les Talens Lyriques.
Rousset begon aan een ontdekkingstocht van de Europese muziek van de 17e en 18e eeuw (opera's, cantates, oratoria, sonates, symfonieën, concerti). Tijdens zijn zoektocht ontdekte hij onuitgegeven partituren (Antigona van Traetta, La capricciosa corretta van Martín y Soler, Armida abbandonata van Jommelli). Daarnaast voert hij ook populaire werken uit.
Rousset is als dirigent en solist een vaste waarde bij talrijke festivals en in de grote concertzalen: Théâtre des Champs-Élysées, Théâtre du Châtelet, Théâtre du Capitole, De Nederlandse Opera, Opéra de Lausanne, Barbican Centre, enz. 
Naast zijn activiteiten als dirigent van Les Talens Lyriques, concerteert hij als klavecinist tijdens internationale tournees. Daarbij maakt hij vaak gebruik van authentieke instrumenten.

## Discografie
In het oog springende opnamen van Rousset zijn: de muziek van de film Farinelli, Mitridate van Mozart, het Stabat Mater van Pergolesi.

### Opnamen als klavecinist
- Bach, Goldbergvariaties
- Bach, 6 Partitas
- Bach, Suites françaises et anglaises
- Couperin, pièces de clavecin
- D'Anglebert, integrale van de klavecimbelmuziek
- Scarlatti, 15 sonates

### Als dirigent
- Couperin, Les Goûts Réunis
- Haendel, Riccardo Primo
- Haendel, Scipione, met Sandrine Piau
- Jommelli, Arminda abbandonata
- Lully, Persée
- Lully, Roland
- Mondonville, Les Fêtes de Paphos, met Véronique Gens en Jean-Paul Fouchécourt
- Mozart, Mitridate, met Cecilia Bartoli & Natalie Dessay
- Pergolesi, Stabat Mater
- Rameau, 6 concerto's en sextuor
- Salieri, La Grotta di Trofonio
- Tommaso Traetta, Antigone